# Качині історії (2017)
«Качині історії» (англ. DuckTales) — перезапуск оригінального мультсеріалу «Качині історії» 1987 року. Прем'єра відбулася 12 серпня 2017 року, через 30 років з дати виходу першого епізоду оригіналу. В березні 2017 року, ще до початку трансляції, мультсеріал було подовжено другим та третім сезонами.
В Україні мультсеріал транслюється на телеканалах «ПлюсПлюс» з 8 березня 2019 року. З 29 березня 2021 по 11 липня 2022 року мультсеріал також транслював «НЛО TV».
Прем'єра другого сезону в Україні відбулася 29 квітня 2020 року на телеканалі «ПлюсПлюс». Прем'єра третього сезону в Україні відбулась 24 лютого 2021 року.

## Сюжет

### Перший сезон
Дональд Дак, вирушаючи на пошуки роботи, лишає своїх небожів Квачика, Крячика та Кручика у дядька Скруджа Мак-Дака — найбагатшого качура світу. Каченята знайомляться в маєтку Мак-Дака з Пір'їнкою — онукою покоївки Крякви, жвавою дівчинкою, котра ніколи не була ззовні. Разом вони довідуються, що колись Мак-Дак був шукачем пригод і зібрав величезну колекцію скарбів. Він шукав пригоди разом з матір'ю каченят — Деллою Дак, яка зникла багато років тому. Єдина підказка до її місцеперебування — це фраза «спис Селени».
Каченята беруться за пошуки «списа Селени», що надихає Скруджа поновити подорожі світом. Вони полюють на легендарні скарби, насправді багатствами Скруджа прагне заволодіти сімейка бандитів Барбосів. Квачик, Крячик і Кручик показують Пір'їнці світ. Згодом вона знайомиться з Ліною і вони стають подругами. Насправді ж Ліна таємно служить чаклунці Магіці фон Чварен, яка бажає заволодіти чарівною монетою — першими 10-ма центами Скруджа.
На багатства Скруджа також зазіхають молодий мільйонер Марк Дзьоб — власник соціальної мережі, та давній суперник Скруджа — Хапун Дерихвіст. Винахідник Гвинт Недокурут створює костюм супергероя Робокачура, котрий потрапляє до стажиста в компанії Мак-Дака — Фентона Тріщуна. Так Фентон стає супергероєм, якого намагається переманити на свій бік Марк Дзоб, та врешті він лишається на службі в Мак-Дака. Кряква також виявляється не простою покоївкою, а колишньою шпигункою.
Каченята подорожують по світу й розкривають, що «спис Селени» — це ракета, на якій Делла Дак полетіла в космос і зникла безвісти. Вони винять Скруджа, що той, маючи величезні статки, не шукав її. Тому каченята повертаються до Дональда. Насправді ж Скрудж витратив на пошуки Делли більшість своїх грошей, після чого покинув пошуки пригод. В цей час Магіка фон Чварен, попри опір Ліни, змушує її пробратися до Скруджевого маєтку та викрасти монету. Отримавши монету, чаклунка оживлює тіні всіх навколо, щоб здобути владу. Тоді каченята, Дональд, Робокачур, Кряква та інші збираються разом аби завадити їй. Браслет Пір'їнки, подарований Ліною, захищає її від чарів і це допомагає повернути монету, позбавивши Магіку сил. Однак Ліна, бувши створеною чарами, теж зникає.

### Другий сезон
Родина возз'єднується та продовжує пошуки скарбів. Тим часом Делла Дак перебуває на Місяці, де багато років намагається поремонтувати ракету, захищаючи її від велетенського металоїдного кліща. Її знаходять місячні жителі — Місячус і Затьмара, котрі приводять Деллу до свого міста зі золота, схованого під поверхнею. Затьмара вважає Деллу суперницею за звання найвидатнішої героїні Місяця, тому всіляко заважає їй повернутися на Землю.
Тим часом Хапун Дерихвіст, який втратив після нападу Магіки пам'ять, стає простим моряком. Його компанією починає керувати прихильна до Скруджа сова Совансон. Поступово Хапун пригадує хто він і, відмовившись почати нове життя, повертається за старі справи. Пір'їнка підозрює, що Магіка ще повернеться і знайомиться з Вайлет, яка цікавиться містикою. Разом вони випадково повертають Ліну зі світу тіней, однак і Магіка слідом повертається до планів помститися Скруджу.
Затьмара обманом змушує Деллу відлетіти на Землю, щоб знову стати головною героїнею Місяця. Місячус перед відльотом просить дати йому креслення ракети, щоб місячні жителі змогли прилетіти подивитися на Землю. Та незабаром Затьмара розуміє, що насправді Місячус хоче завоювати Землю. Делла повертається додому, де возз'єднується з дітьми. Вони шукають нові пригоди разом зі Скруджем, а Крячик засновує власну компанію, хоча бізнес веде погано без порад дядька. Дональд випадково залазить у ракету й відлітає на Місяць, де Місячус схоплює його та використовує аби запевнити свій народ у ворожих намірах землян.
За якийсь час армада місячних жителів вдирається на Землю. Місячус замислює змінити орбіту планети, щоб тепер Земля оберталася навколо Місяця. Делла відвозить дітей на далекий острів якомога далі від загарбників, де вони знаходять Дональда, що зумів утекти. Разом вони вирішують визволити дім і збирають по світу союзників. Усі, кому вони коли-небудь допомогли, відгукуються на заклик і прибувають на бій з Місячусом. Його вдається змусити відступити, а в польоті корабель завойовника ламається, ставши ще одним супутником планети. Стурбоване успіхами Скруджа та його родини, таємне товариство Г.О.Р.Е. готує проти нього якийсь підступний план.

### Третій сезон
Скрудж з каченятами, Деллою та Дональдом подорожують по світу. Вони знаходять щоденник дослідниці Ізабелли Фінч, який веде до чарівного меча Лебідьантина, здатного посилювати внутрішні якості. Тим часом голова Г.О.Р.Е., гриф Бредфорд Жмикрут, планує завадити їм шукати нові пригоди, бо це робить світ непередбачуваним. Його спецагентка чапля Чорногус розробляє промінь, що зробив би Скруджа дурним, і посилає півня Сталевого Дзьоба застосувати винахід. Однак, Форсаж зриває план лиходіїв, а в результаті експериментів розум отримують бурундуки-рятівники. Потім качки відвідують підводне королівство, де знаходять арфу, що викриває будь-яку брехню. Пір'їнка зауважує, що її бабуся щось приховує від онуки.
Г.О.Р.Е. посилає різних лиходіїв завадити Скруджу та його рідним, таких як Чорна Пляма, що відбирає магічні сили, або винахідник Тавр Бульба. Тавр повстає проти Бредфорда, набирає команду злочинців з незвичайними здібностями, і качки з допомогою Темного Плаща не дають його планам здійснитися. Згодом герої дізнаються про таємний скарб — Папірус Зобов'язань, все написане на якому збувається. Бредфорд прагне заволодіти Папірусом, але знайти скарб може тільки найгідніший спадкоємець Скруджа. Скруджа викликають в Кармічний суд, де він завдяки Кручику відстоює перед своїми ворогами право на скарби, чесно здобуті ним у пригодах. Однак, Г.О.Р.Е. вдається викрасти всі скарби, тож Скрудж з родиною, Робокачуром і Темним Плащем вирушають до штабу Г.О.Р.Е. повернути їх.
У штабі Г.О.Р.Е. герої не знаходять скарбів, натомість виявляють двох клонів Пір'їнки — Мей і Джун та забирають їх додому. Заволодівши довірою Пір'їнки, Мей і Джун викрадають меч Лебідьстанстина, зв'язують Пір'їнку та вирушають до Бредфорда в Александрійську бібліотеку. Втім, Пір'їнка звільняється і переодягається в Джун, а разом з нею в бібліотеку непомітно пробирається Крячик. Пір'їнка знаходить відео, на якому Кряква проникла до лабораторії Г.О.Р.Е. та викрала малу Пір'їнку, після чого Бренфорд з клонами дівчинки викривають та знову захоплюють Пір'їнку.
Скрудж, Робокачур, Темний Плащ, Дональд і Делла вирушають слідом за дітьми. В бібліотеці вони виявляють, що Бредфорд полонив усіх інших героїв і лиходіїв, аби зробити світ безпечним, але разом з тим позбавити світ радощів відкривати щось нове. Залізний Дзьоб користується променем Чорногус, щоб зробити себе надзвичайно розумним, і долає майже всіх героїв. Бредфорд використовує меч Лебідьстанстина, щоб перетворитися на могутнього лицаря. Залізний Дзьоб за допомогою променя робить полонених лиходіїв своїми маріонетками, щоб схопити решту героїв.
Бредфорд, завдяки Пір'їнці, здобуває Папірус Зобов'язань, після чого, герої дізнаються від профессора Людвиг фон Дрейка, якого вважали двно мертвим, що Пір'їнка створена на основі ДНК Скруджа, через що її можна вважати рідною донькою багатія. Бредфорд зустрічається зі Скруджем на верхівці бібліотеки, де показує створений з допомогою викрадених артефактів вихор, здатний стерти будь-що з реальності. Він погрожує кинути туди його рідних, якщо Скрудж не підпише Папірус Зобов'язань, який назавжди заборонить старому качурові пригоди. Пір'їнка переконує своїх клонів, що Чорногус, яка їх створила, не їхня родина, а родина ті, хто разом в радощах і в біді. Мей і Джун тоді стають на бік каченят. В цей час Форсаж одягає покинуті обладунки Робокачура, змушує Залізного Дзьоба тікати та звільняє полонених. Скрудж погоджується підписати Папірус Зобов'язань, але Бредфорд не дотримується угоди та скидає Дональда у вихор. Проте Гвинт Недокрут з друзями зупиняє вихор. Каченята заявляють Бредфорду, що хоча Скрудж, підписавши Папірус, відмовився від пригод, але мати родину — це вже найбільша пригода, тому угода недійсна. Бредфорд, зрозумівши свою поразку, слабне, а Магіка перетворює його на свого ручного грифа. Коли герої летять додому літаком, Форсаж випадково відкриває ангар, пасажири випадають, але в повітрі ловлять одні одних.

## Персонажі

Головні герої мультсеріалу

- Скрудж Мак-Дак — старий качур-скнара родом з Шотландії.
- Дональд Дак — дядько племінників і племінник Скруджа.
- Делла Дак — мати трьох каченят (Кручика, Квачика та Крячика), сестра Дональда та племінниця Скруджа.
- Крячик, Квачик та Кручик — внучаті племінники Скруджа та племінники Дональда Дака.
- Пір'їнка Вандеркряк — онучка пані Крякви.
- Пані Кряква — домогосподарка в маєтку Скруджа.
- Форсаж МакКряк — пілот та водій Скруджа.
- Магіка фон Чварен — головний антагоніст першого сезону та найзапекліший ворог Мак-Дака.
- Хапун Дерихвіст — другий найбагатший качур у світі. Головний суперник Скруджа.
- Родина Барбосів — родина біглів-злодіїв.

## Локації
- Крякбург — місто, в якому живуть головні герої, а також Хапун, Марк Дзьоб і брати Барбоси.
- Атлантида — підводне перевернуте місто, котре затонуло багато років тому. Отримувало енергію від великого блакитного кристала. Була підірвана Хапуном.
- Звалище Крякбурга — місце проживання братів Барбосів.
- Підземне місто — місто, в якому живуть Землерийки.
- Готель Ліо Хая — магічна будівля, котра була створена Ліо Хаєм, щоб утримувати там Фартовія і всіх, хто туди ввійде. Був затягнутий у потойбіччя.
- Піраміда Тота-Ра — колишнє місце проживання слуг Тота-Ра та гробниця останнього.
- Люторест — найвища у світі гора, яку також захищають магічні портали.
- Ітакря — острів богів, який, окрім того, колись був курортним островом, доки Зевс усіх звідти не повиганяв.
- Поле для гольфу друїдів — поле для магічного гольфу, який грали друїди. Також там живуть келпі Шипшинка і Ожинка.
- Золота лагуна Білих рівнин агонії — велетенські печери з цілим морем рідкого золота.
- Острів Чорногус — острів, на якому знаходиться таємна база Чорногус.
- Інше Сховище — велетенське підземне сховище Скруджа Мак-Дака, в якому зберігаються різні небезпечні речі та істоти.
- Залізний Шуліка — велетенське небесне судно у вигляді голови хижого птаха, на якому живуть Небесні Пірати.
- Демогоргана — таємничий потойбічний світ, з якого Златка Огріш викрала Око Демогоргони.
- Підводна Лабораторія — лабораторія, збудована Скруджем багато років тому. Складається з багатьох відділів, що з'єднані між собою тунелями. Була зруйнована гігантською креветкою.
- Храм у джунглях — старий храм у лісах джунглів, з якого Скрудж зі своїми племінниками викрали цінний артефакт, після чого був зруйнований.
- Безтурбоття — приховане місто на Місяці, побудоване із золота жителями супутника Землі.
- Гнорвегія — місто, в якому знаходиться всесвітнє зерносховище.
- Сен-Канар — місто, яке кілька разів згадується у мультсеріалі.
- Мозамкряк — країна Африки, в якій Скрудж Мак-Дак, продавши дорогоцінний артефакт, вперше відчув себе найбагатшим качуром на світі.
- Соколиний Острів — острів у Лелековому морі, на якому Скруджем Мак-Даком було ув'язнено Бомбі або чудовисько прокляття «найбагатшого качура на світі».

## Серії

### Сезон 1 (2017—2018)
| Номер | Оригінальна назва                               | Переклад від студії «Le Doyen»             | Режисер(и)                     | Дата показу у США | Дата показу в Україні |
| 1     | «Woo-oo!»                                       | «Уперед!»                                  | Дана Терраса, Джон Аосіма      | 12 серпня 2017    | 8 березня 2019        |
| 1     | «Escape To/From Atlantis!»                      | «Втеча до/з Атлантиди!»                    | Дана Терраса, Джон Аосіма      | 12 серпня 2017    | 9 березня 2019        |
| 2     | «Daytrip of Doom!»                              | «Фатальна поїздка!»                        | Дана Терраса                   | 23 вересня 2017   | 10 березня 2019       |
| 3     | «The Impossible Summit of Mt. Neverrest!»       | «Нездоланна вершина гори Люторест!»        | Том Овенс, Метт Йоунґберґ      | 2 грудня 2017     | 11 березня 2019       |
| 4     | «The Great Dime Chise!»                         | «Погоня за десятьма центами!»              | Джон Аосіма                    | 23 вересня 2017   | 12 березня 2019       |
| 5     | «The Beagle Birthday Massacre!»                 | «Холоднеча у Барбосів на Дні Народження!»  | Дана Терраса                   | 30 вересня 2017   | 13 березня 2019       |
| 6     | «The House of the Lucky Gander!»                | «Будинок Щасливця Качура!»                 | Метью Хампрейс, Том Овенс      | 14 жовтня 2017    | 14 березня 2019       |
| 7     | «The Infernal Internship of Mark Beaks!»        | «Пекельне стажування у Марка Дзьоба!»      | Джон Аосіма                    | 21 жовтня 2017    | 15 березня 2019       |
| 8     | «The Living Mummies of Toth-Ra!»                | «Живі мумії Тота-Ра!»                      | Дана Терраса                   | 28 жовтня 2017    | 16 березня 2019       |
| 9     | «Terror of the Terra-Firmians!»                 | «Страшні Землерийки!»                      | Метью Хампрейс, Том Овенс      | 7 жовтня 2017     | 17 березня 2019       |
| 10    | «McMystery at McDuck McManor!»                  | «Таємниця зникнення Мак-Дака!»             | Джон Аосіма                    | 25 травня 2018    | 18 березня 2019       |
| 11    | «The Spear of Selene!»                          | «Спис Селени!»                             | Дана Терраса                   | 4 травня 2018     | 19 березня 2019       |
| 12    | «The Missing Links of Moorshire!»               | «Містичні поля Кряколяндії!»               | Метью Хампрейс                 | 18 травня 2018    | 20 березня 2019       |
| 13    | «Beware the B.U.D.D.Y. System!»                 | «Обережно, система Б.Р.А.Т.!»              | Джон Аосіма                    | 11 травня 2018    | 21 березня 2019       |
| 14    | «Day of the Only Child!»                        | «День одинака!»                            | Дана Терраса, Теннер Джонсон   | 30 червня 2018    | 22 березня 2019       |
| 15    | «Jaw$!»                                         | «Щелепи!»                                  | Метью Хампрейс                 | 16 червня 2018    | 23 березня 2019       |
| 16    | «The Golden Lagoon of White Agony Plains!»      | «Золоте Озеро рівнини Біла Агонія!»        | Джон Аосіма                    | 23 червня 2018    | 24 березня 2019       |
| 17    | «From the Confidential Case Files of Agent 22!» | «Досьє Агента 22!»                         | Теннер Джонсон                 | 7 липня 2018      | 25 березня 2019       |
| 18    | «Sky Pirates…in the Sky!»                       | «Небесні Пірати… у небі!»                  | Метью Хампрейс                 | 28 липня 2018     | 26 березня 2019       |
| 19    | «The Other Bin of Scrooge McDuck!»              | «Інше сховище Скруджа Мак-Дака!»           | Джон Аосіма                    | 21 липня 2018     | 27 березня 2019       |
| 20    | «Who is Gizmoduck?!»                            | «Хто цей РобоКачур?!»                      | Теннер Джонсон                 | 14 липня 2018     | 28 березня 2019       |
| 21    | «The Secret(s) of Castle McDuck!»               | «Секрет замку Мак-Даків!»                  | Метью Хампрейс                 | 4 серпня 2018     | 29 березня 2019       |
| 22    | «The Last Crash of Sunchaser!»                  | «Остання аварія Сонцельота!»               | Джон Аосіма                    | 11 серпня 2018    | 30 березня 2019       |
| 23    | «The Shadow War! The Night of De Spell!»        | «Бій з тінню: Частина Перша!»              | Метью Хампрейс, Теннер Джонсон | 18 серпня 2018    | 31 березня 2019       |
| 24    | «The Shadow War! The Day of the Ducks!»         | «Бій з тінню: Частина Друга — День Даків!» | Метью Хампрейс, Теннер Джонсон | 18 серпня 2018    | 1 квітня 2019         |

### Сезон 2 (2018—2019)
| Номер | Оригінальна назва                        | Переклад від студії «Le Doyen»        | Режисер(и)                    | Дата показу у США | Дата показу в Україні |
| 1     | «The Most Dangerous Game…Night!»         | «Тихий і небезпечний вечір!»          | Теннер Джонсон                | 20 жовтня 2018    | 29 квітня 2020        |
| 2     | «The Depths of Cousin Fethry!»           | «Глибини кузена Кучера!»              | Метью Хампрейс                | 27 жовтня 2018    | 30 квітня 2020        |
| 3     | «The Ballad of Duke Baloney!»            | «Балада про Дюка Наживку!»            | Джейсон Зурек                 | 3 листопада 2018  | 1 травня 2020         |
| 4     | «The Town Where Everyone Was Nice!»      | «Місто з чемними мешканцями!»         | Теннер Джонсон                | 10 листопада 2018 | 2 травня 2020         |
| 5     | «Storkules in Duckburg!»                 | «Качкулес у Крякбурзі!»               | Метью Хампрейс                | 17 листопада 2018 | 3 травня 2020         |
| 6     | «Last Christmas!»                        | «Якось, давнього Різдва…!»            | Джейсон Зурек                 | 1 грудня 2018     | 4 травня 2020         |
| 7     | «What Ever Happened To Della Duck?!»     | «Що сталося з Деллою Дак?!»           | Теннер Джонсон                | 9 березня 2019    | 5 травня 2020         |
| 8     | «Friendship Hates Magic!»                | «Дружба не терпить магію!»            | Метью Хампрейс                | 15 травня 2019    | 6 травня 2020         |
| 9     | «Treasure of the Found Lamp!»            | «Безцінна лампа!»                     | Джейсон Зурек                 | 7 травня 2019     | 7 травня 2020         |
| 10    | «The Outlaw Scrooge McDuck!»             | «Відчайдушний Скрудж Мак-Дак!»        | Теннер Джонсон                | 8 травня 2019     | 8 травня 2020         |
| 11    | «The 87 Cent Solution!»                  | «87 Центів!»                          | Метью Хампрейс                | 9 травня 2019     | 9 травня 2020         |
| 12    | «The Golden Spear!»                      | «Золотий спис!»                       | Джейсон Зурек                 | 10 травня 2019    | 10 травня 2020        |
| 13    | «Nothing Can Stop Della Duck!»           | «Ніщо не зупинить Деллу Дак!»         | Теннер Джонсон                | 13 травня 2019    | 11 травня 2020        |
| 14    | «Raiders of the Doomsday Vault!»         | «Рейдери Всесвітнього зерносховища!»  | Метью Хампрейс                | 14 травня 2019    | 12 травня 2020        |
| 15    | «The Dangerous Chemistry of Gandra Dee!» | «Небезпечна хімія Ластівочки!»        | Джейсон Зурек                 | 16 травня 2019    | 13 травня 2020        |
| 16    | «The Duck Knight Returns!»               | «Темний Лицар повертається!»          | Теннер Джонсон                | 17 травня 2019    | 14 травня 2020        |
| 17    | «Happy Birthday, Doofus Drake!»          | «З Днем Народження, Пончик!»          | Метью Хампрейс                | 4 вересня 2019    | 15 травня 2020        |
| 18    | «What Ever Happened to Donald Duck?!»    | «Що сталося з Дональдом Даком?!»      | Джейсон Зурек, Джейсон Рейчер | 3 вересня 2019    | 16 травня 2020        |
| 19    | «A Nightmare on Killmotor Hill!»         | «Прогулянка у сни!»                   | Теннер Джонсон                | 5 вересня 2019    | 17 травня 2020        |
| 20    | «The Golden Armory of Cornelius Coot!»   | «Золотий арсенал Корнелія Чупруна!»   | Метью Хампрейс                | 6 вересня 2019    | 18 травня 2020        |
| 21    | «Timephoon!»                             | «Часофун!»                            | Джейсон Зурек                 | 9 вересня 2019    | 19 травня 2020        |
| 22    | «GlomTales!»                             | «Дерихвостові історії!»               | Теннер Джонсон                | 10 вересня 2019   | 20 травня 2020        |
| 23    | «The Richest Duck in the World!»         | «Найбагатший качур на світі!»         | Метью Хампрейс                | 11 вересня 2019   | 21 травня 2020        |
| 24    | «Moonvasion! Part I»                     | «Вторгнення з Місяця: Частина Перша!» | Теннер Джонсон, Джейсон Зурек | 12 вересня 2019   | 22 травня 2020        |
| 25    | «Moonvasion! Part II»                    | «Вторгнення з Місяця: Частина Друга!» | Теннер Джонсон, Джейсон Зурек | 12 вересня 2019   | 23 травня 2020        |

### Сезон 3 (2020―2021)
| Номер | Оригінальна назва                                                  | Переклад від студії «Le Doyen»                                        | Режисер(и)                                                    | Дата показу у США | Дата показу в Україні |
| 1     | «The Trickening!»                                                  | «Солодкий Гелловін!»                                                  | Метью Хампрейс                                                | 5 жовтня 2020     | 24 лютого 2021        |
| 2     | «How Santa Stole Christmas!»                                       | «Як Санта Різдво вкрав!»                                              | Джейсон Зурек                                                 | 30 листопада 2020 | 25 лютого 2021        |
| 3     | «Quack Pack!»                                                      | «Кряк-Пак!»                                                           | Теннер Джонсон                                                | 4 квітня 2020     | 26 лютого 2021        |
| 4     | «Challenge of the Senior Junior Woodchucks!»                       | «Стати старшим юним мандрівником!»                                    | Метью Хампрейс                                                | 4 квітня 2020     | 27 лютого 2021        |
| 5     | «Double-O-Duck in You Only Crash Twice!»                           | «Нуль-Нуль-Кряк розбивається тільки двічі!»                           | Джейсон Зурек                                                 | 11 квітня 2020    | 28 лютого 2021        |
| 6     | «The Lost Harp of Mervana!»                                        | «Загублена арфа Моревана!»                                            | Теннер Джонсон                                                | 18 квітня 2020    | 1 березня 2021        |
| 7     | «Louie’s Eleven!»                                                  | «Одинадцять друзів Кручика!»                                          | Метью Хампрейс                                                | 25 квітня 2020    | 2 березня 2021        |
| 8     | «Astro B.O.Y.D.!»                                                  | «Безумовно справжній хлопчик!»                                        | Джейсон Зурек                                                 | 2 травня 2020     | 3 березня 2021        |
| 9     | «The Rumble for Ragnarok!»                                         | «Битва за Раґнарок!»                                                  | Теннер Джонсон                                                | 9 травня 2020     | 4 березня 2021        |
| 10    | «The Phantom and the Sorceress!»                                   | «Фантом і Чаклунка!»                                                  | Стефані Гонзага, Метью Хампрейс                               | 21 вересня 2020   | 5 березня 2021        |
| 11    | «They Put a Moonlander on the Earth!»                              | «Місячанин на Землі!»                                                 | Сем Кінґ, Джейсон Зурек                                       | 28 вересня 2020   | 6 березня 2021        |
| 12    | «The Forbidden Fountain of the Foreverglades!»                     | «Фонтан вічної молодості!»                                            | Теннер Джонсон                                                | 12 жовтня 2020    | 7 березня 2021        |
| 13    | «Let's Get Dangerous! Part I: The St. Canardian Guardian!»         | «Зараз стане гаряче: Частина Перша!»                                  | Метью Хампрейс, Джейсон Зурек                                 | 19 жовтня 2020    | 8 березня 2021        |
| 14    | «Let's Get Dangerous! Part II: A Case of Mistaken Reality!»        | «Зараз стане гаряче: Частина Друга!»                                  | Метью Хампрейс, Джейсон Зурек                                 | 19 жовтня 2020    | 9 березня 2021        |
| 15    | «Escape from the ImpossiBin!»                                      | «Втекти з Неможливища»                                                | Теннер Джонсон                                                | 26 жовтня 2020    | 10 березня 2021       |
| 16    | «The Split Sword of Swanstantine!»                                 | «Розділений меч Лебідянтина!»                                         | Метью Хампрейс                                                | 2 листопада 2020  | 11 березня 2021       |
| 17    | «New Gods on the Block!»                                           | «Нові боги на районі!»                                                | Джейсон Зурек                                                 | 9 листопада 2020  | 12 березня 2021       |
| 18    | «The First Adventure!»                                             | «Найперша пригода!»                                                   | Вінс Апаро, Теннер Джонсон                                    | 16 листопада 2020 | 13 березня 2021       |
| 19    | «The Fight for Castle McDuck!»                                     | «Битва за замок Мак-Даків!»                                           | Метью Хампрейс                                                | 23 листопада 2020 | 22 травня 2021        |
| 20    | «Beaks in the Shell!»                                              | «Обладунок Дзьобса!»                                                  | Джейсон Зурек                                                 | 22 лютого 2021    | 23 травня 2021        |
| 21    | «The Lost Cargo of Kit Cloudkicker!»                               | «Загублений вантаж Кіта Хмарогона!»                                   | Теннер Джонсон                                                | 1 березня 2021    | 24 травня 2021        |
| 22    | «The Life and Crimes of Scrooge McDuck!»                           | «Життя і провини Скруджа Мак-Дака!»                                   | Метью Хампрейс                                                | 8 березня 2021    | 25 травня 2021        |
| 23    | «The Last Adventure! Part I: The Tale of Three Webbys»             | «Остання пригода: Частина Перша — Історія трьох Пір'їнок!»            | Метью Хампрейс, Теннер Джонсон, Джейсон Зурек, Метт Йоунґберґ | 15 березня 2021   | 26 травня 2021        |
| 24    | «The Last Adventure! Part II: The Lost Library of Isabella Finch!» | «Остання пригода: Частина Друга — Втрачена бібліотека Ізабелли Фінч!» | Метью Хампрейс, Теннер Джонсон, Джейсон Зурек, Метт Йоунґберґ | 15 березня 2021   | 27 травня 2021        |
| 25    | «The Last Adventure! Part III: Tale's End!»                        | «Остання пригода: Частина Третя — Кінець історії!»                    | Метью Хампрейс, Теннер Джонсон, Джейсон Зурек, Метт Йоунґберґ | 15 березня 2021   | 28 травня 2021        |

## Онлайн-випуски

### Ласкаво Просимо до Крякбурга
| Номер | Оригінальна Назва         | Переклад                        | Дата прем'єри у світі |
| 1     | «Donald's Birthday»       | «День Народження Дональда»      | 9 червня 2017         |
| 2     | «Meet Scrooge!»           | «Зустрічайте Скруджа!»          | 9 червня 2017         |
| 3     | «Meet Huey!»              | «Зустрічайте Крячика!»          | 9 червня 2017         |
| 4     | «Meet Launchpad McQuack!» | «Зустрічайте Форсажа МакКряка!» | 16 червня 2017        |
| 5     | «Meet Mrs. Beakley!»      | «Зустрічайте Пані Крякву!»      | 16 червня 2017        |
| 6     | «Meet Webby Vanderquack!» | «Зустрічайте Пір'їнку!»         | 16 червня 2017        |

### 30 фактів
| Номер | Оригінальна Назва      | Переклад                 | Дата прем'єри у світі |
| 1     | «30 Things With Huey»  | «30 Фактів про Крячика»  | 1 травня 2018         |
| 2     | «30 Things With Webby» | «30 Фактів про Пір'їнку» | 2 травня 2018         |
| 3     | «30 Things With Dewey» | «30 Фактів про Квачика»  | 3 травня 2018         |
| 4     | «30 Things With Louie» | «30 Фактів про Кручика»  | 4 травня 2018         |

### Реакції Пір'їнки
| Номер | Оригінальна Назва                             | Переклад                                         | Дата прем'єри у світі |
| 1     | «Webby Reacts To: Andi Mack» — «Bex's Secret» | «Реакція Пір'їнки на: Енді Мек» — «Секрет Бекса» | 8 травня 2018         |
| 2     | «Webby Reacts To: Andi Mack» — «Ummm»         | «Реакція Пір'їнки на: Енді Мек» — «Еммм»         | 10 травня 2018        |
| 3     | «Webby Reacts To: ZOMBIES»                    | «Реакція Пір'їнки на: ЗОМБІ»                     | 12 травня 2018        |
| 4     | «Webby Reacts To: Stuck in the Middle»        | «Реакція Пір'їнки на: Застряглі Посередині»      | 16 травня 2018        |
| 5     | «Webby Reacts To: Raven's Home»               | «Реакція Пір'їнки на: Будинок Рейвен»            | 18 травня 2018        |
| 6     | «Webby Reacts To: Descendants 2»              | «Реакція Пір'їнки на: Нащадки 2»                 | 24 травня 2018        |
| 7     | «Webby Reacts To: Descendants 3»              | «Реакція Пір'їнки на: Нащадки 3»                 | 26 травня 2018        |

## Актори озвучення
- Девід Теннант — Скрудж Мак-Дак
- Тоні Ансельмо — Дональд Дак
- Бен Шварц — Квачик Дак
- Денні Пуді — Крячик Дак
- Боббі Мойнахан — Кручик Дак
- Кейт Мікуччі — Пір'їнка Вандеркряк
- Бек Беннет — Форсаж МакКряк
- Токс Олаґунді — Пані Кряква
- Кіміко Ґленн — Ліна Ле Стрендж
- Джим Раш — Гвинт Недокрут
- Лін-Мануель Міранда — Фентон Тріщун
- Девід Кей — Дворецький Дакворт
- Еллісон Дженні — Златка Огріш
- Селеніс Лейва — Мама Тріщун
- Пауль Ф. Топкінс — Фартовій
- Том Кенні — Кучер Дак
- Ешлі Єнсен — Дауні Мак-Дак
- Грем Мактавіш — Ферґюс Мак-Дак
- Дон Чідл — Дональд Дак (Модулятор Баркса)
- Майкл Чикліс — Зевс
- Кріс Діамантопоулос — Качкулес
- Сьюзен Блекслі — Пані Крякфастер
- Бернардо Де Пауло — Хосе Каріока
- Артуро Дель Пуерто — Панчіто Пістолес
- Марго Мартіндейл — Ма Барбос
- Ерік Бауза — Біґтайм Барбос, Бургер Барбос, Бункер Барбос, Боксер Барбос, Добряки з 6-ї авеню, Мексиканські Лонгбордисти, Ботчед-Джоб Барбос, Банґл Барбос, Боттл Барбос, Блек Арт Барбос
- Кейт Ферґюсор — Хапун Дерихвіст, капітан Гачко, Страшко
- Марк Івен Джексон — Бредфорд, Бентлі та Буфорд Жмикрути
- Кетрін Тейт — Магіка фон Чварен
- Ленс Реддік — Генерал Місячус
- Бредлі Дерріл Вонг — Ліо Хай
- Джош Бренер — Марк Дзьоб
- Робін Еткін Даунс — Сокіл Гроза
- Дженніфер Гейл — Орла Розсікайсон
- Бассем Юссеф — Тот-Ра
- Тара Стронг — Келпі Шипшинка
- Андреа Лібмен — Келпі Ожинка
- Ейпріл Вінчелл — Чорногус
- Джон Ґемберлінґ — Пончик
- Джейме Кеміл — Дон Іклань
- Кімберлі Брукс — Трилапа, Пушинка, Одноока Лінда
- Сем Рігель — Паштет, Бранко
- Наталія Ротвелл — Зан Совасон
- Корі Бертон — Людвіг фон Дрейк, Ліквідатор
- Карлос Алазракі — Крамар (епізод 9), Турист (епізод 9)

## Український дубляж
- Скрудж Мак-Дак — Євген Пашин
- Квачик Дак — Руслан Драпалюк
- Кручик Дак — Євген Сардаров
- Крячик Дак — Олександр Солодкий
- Пір'їнка Вандеркряк — Анастасія Жарнікова-Зіновенко
- Пані Кряква — Катерина Качан
- Дональд Дак — Євген Шпирка
- Хапун Дерихвіст, Дакворд — Максим Кондратюк
- Гвинт Недокрут — В'ячеслав Довженко
- Фентон — Дмитро Сова
- Форсаж МакКряк (1 сезон) — Роман Молодій (1 сезон)
- Форсаж МакКряк (2 сезон), Гуфі — Дмитро Гаврилов (3 сезон)
- Форсаж МакКряк (3 сезон) —  Роман Молодій
- Марк Дзьоб(с) — Євген Локтіонов
- Магіка ФонЧварен — Ірина Дорошенко
- Фартовій, Дональд Дак (Кавун) — Юрій Кудрявець
- Ферґюс Мак-Дак, Людвіг фон Дрейк, Довідник Юних Мандрівників — Євген Малуха
- Сталедзьоб, Дональд Дак (Модулятор Баркса, епізод 23-24, 51), Крамар (епізод 9), Страшко (епізод 20) — Дмитро Бузинський
- Малий Дональд Дак — Ганна Соболєва
- Кучер Дак — Павло Скороходько
- Хосе Каріока, Джин — Андрій Альохін
- Делла Дак — Олена Узлюк
- Фаріз Джин, Санта Клаус — Михайло Кришталь
- Пончик — Олександр Погребняк
- Місячус, Сокіл Гроза, Голос Акваріону (епізод 7) — Микола Боклан
- Жаба Ліо Хай — Олег Лепенець
- Цар, Носферату — Дмитро Завадський
- Виконавиця пісні у заставці — Валентина Лонська

Мультсеріал дубльовано студією «Le Doyen» на замовлення компанії «Disney Character Voices International» у 2019—2021 роках.
- Режисер дубляжу — Максим Кондратюк
- Диктори — Влад Волошин, Олексій Сафін

## Оцінки й відгуки
Серіал здобув 100 % позитивних відгуків на сайті Rotten Tomatoes.

## Цікаві факти та посилання
- Усі картини, які висять в маєтку Скруджа, натхненні працями відомого художника-ілюстратора студії «Disney» — Карла Баркса.
- У підвалі Скруджа є багато речей зі старого серіалу, як, наприклад, лампа Джина, голова робота Армстронга та ін.
- У мультсеріалі згадуються міста з інших мультсеріалів студії «Disney», такі як Сен-Канар («Темний плащ»), Спунервіль та Кейп-С'юзетт («Чудеса на Віражах»).
- Атлантида з мультсеріалу схожа на Атлантиду з мультфільму «Атлантида: Загублена імперія», окрім того, обидві версії затонулого міста отримують свою енергію від блакитного кристала.
- Сюжет серії «From the Confidential Casefiles of Agent 22!» крутиться навколо зілля Ведмедиків Ґаммі з однойменного мультсеріалу.
- Новий образ Магіки є відсиланням до серії з оригінального мультсеріалу 1987 року під назвою «Magica's Shadow War», в якій Магіка наділила свою тінь розумом і та стала окремою істотою, а також набула червоних очей.
- Гора Люторест є очевидною алюзією на гору Еверест, а назва серії «Jaw$!» на кінострічку «Щелепи» (англ. Jaws).
- Дух Ліо Хай насправді існує в китайській міфології під іменем Ліо Хайчан.
- Ведмідь, якого в 15-ій серії приборкав Скрудж, в оригінальному мультсеріалі був приборканий Златкою.
- У 20-ій серії фігурують Дон Іклань та Небесні Пірати з «Чудес на Віражах».
- Серія «The Beagle Birthday Massacre!» частково нагадує фільм «Воїни».
- Один з флешбеків у серії «The Ballad of Duke Baloney!», котра пов'язана з лампою Джина, є відсиланням до сцени із заставки старого мультсеріалу.
- Серія «Last Christmas» є відсиланням до мультфільму 1983 року «Різдвяна Історія Міккі», який своєю чергою заснований на історії Чарльза Діккенса.